# 坎農福爾斯鎮區 (明尼蘇達州古德休縣)
坎農福爾斯鎮區（英語：Cannon Falls Township）是位於美國明尼蘇達州古德休縣的一個行政鎮區。

## 地方資料
坎農福爾斯鎮區的面積為86.65平方千米，當中陸地面積為86.28平方千米，而水域面積為0.37平方千米。根據2020年美國人口普查的數據，當地共有人口1028人，而人口密度為每平方千米11.86人。